# I Stand
I Stand – utwór czeskiej piosenkarki Gabrieli Gunčíkovej napisany przez Aidana O’Connora, Christiana Schneidera i Sarę Biglert, wydany jako singiel w 2016 roku.
Utwór reprezentował Czechy podczas 61. Konkursu Piosenki Eurowizji w 2016 roku. Piosenka została wybrana wewnętrznie przez specjalną komisję jurorską powołaną przez Czeską Telewizję, zaś decyzja została podana do informacji publicznej 10 marca. Pierwotnie utwór był napisany z myślą o innej piosenkarce, Dashy. Ostatecznie to Gunčíková nagrała go w studiu oraz wystąpiła z nim w Konkursie Piosenki Eurowizji.   
10 maja utwór został zaprezentowany przez Gunčíkovą w pierwszym półfinale Konkursu Piosenki Eurowizji i z dziewiątego miejsca awansował do sobotniego finału. Zajął w nim ostatecznie przedostatnie, 25. miejsce z 41 punktami na koncie (wszystkimi od jurorów).

## Lista utworów
CD single
1. „I Stand” – 3:00
2. „I Stand” (Instrumental) – 3:00